# Tramway de Sedan
Le  tramway de Sedan a desservi cette ville française des Ardennes, ainsi que ses voisines, entre 1901 et 1917, date à laquelle  les voies ont été démontées par l'occupant. Il n'a pas connu d'évolution forte durant cette période assez courte de fonctionnement mais a  marqué les habitants de la ville. De nombreuses cartes postales ont été éditées sur ce thème.

## Histoire

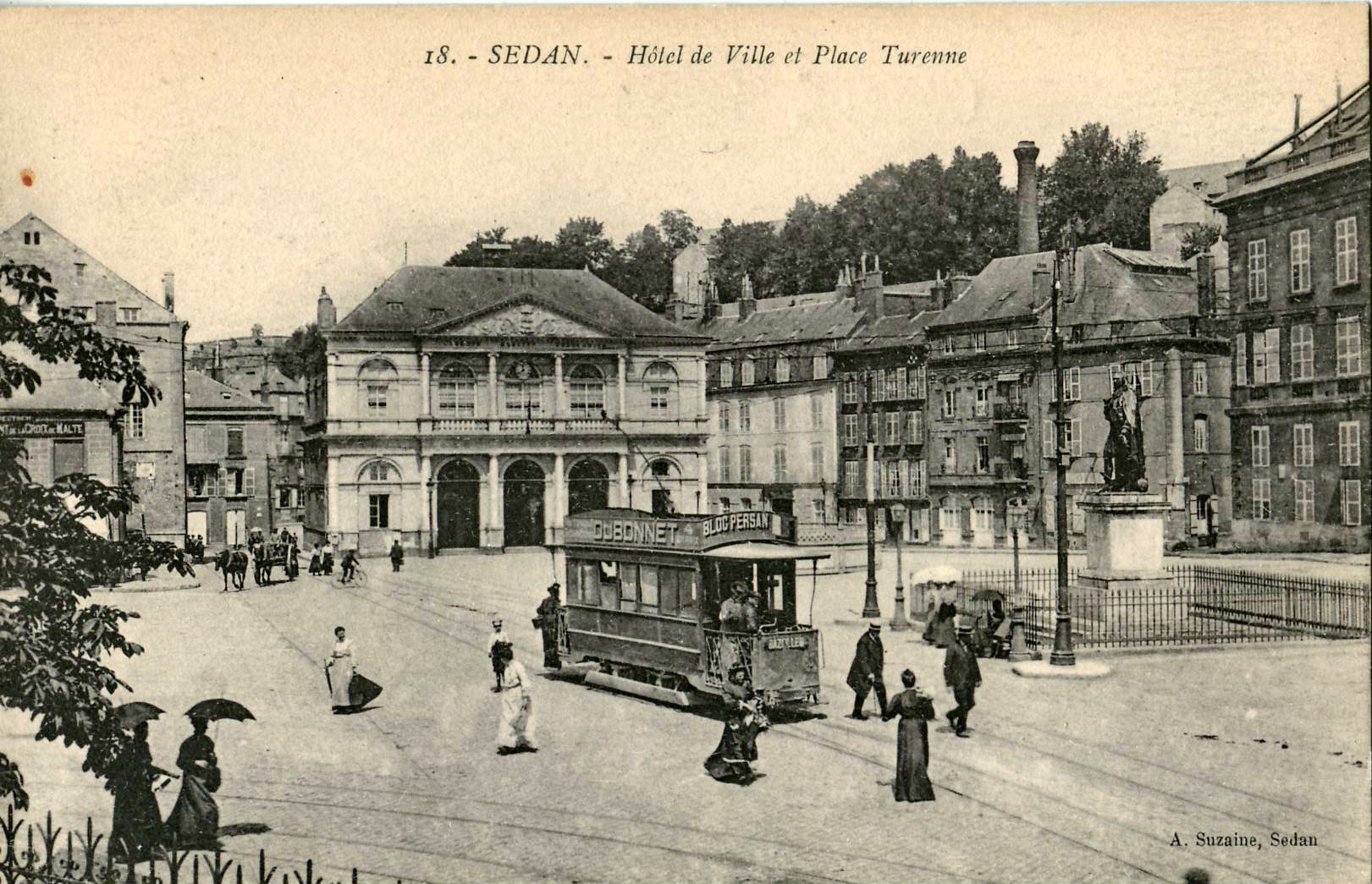
Autre vue de la Place Turenne

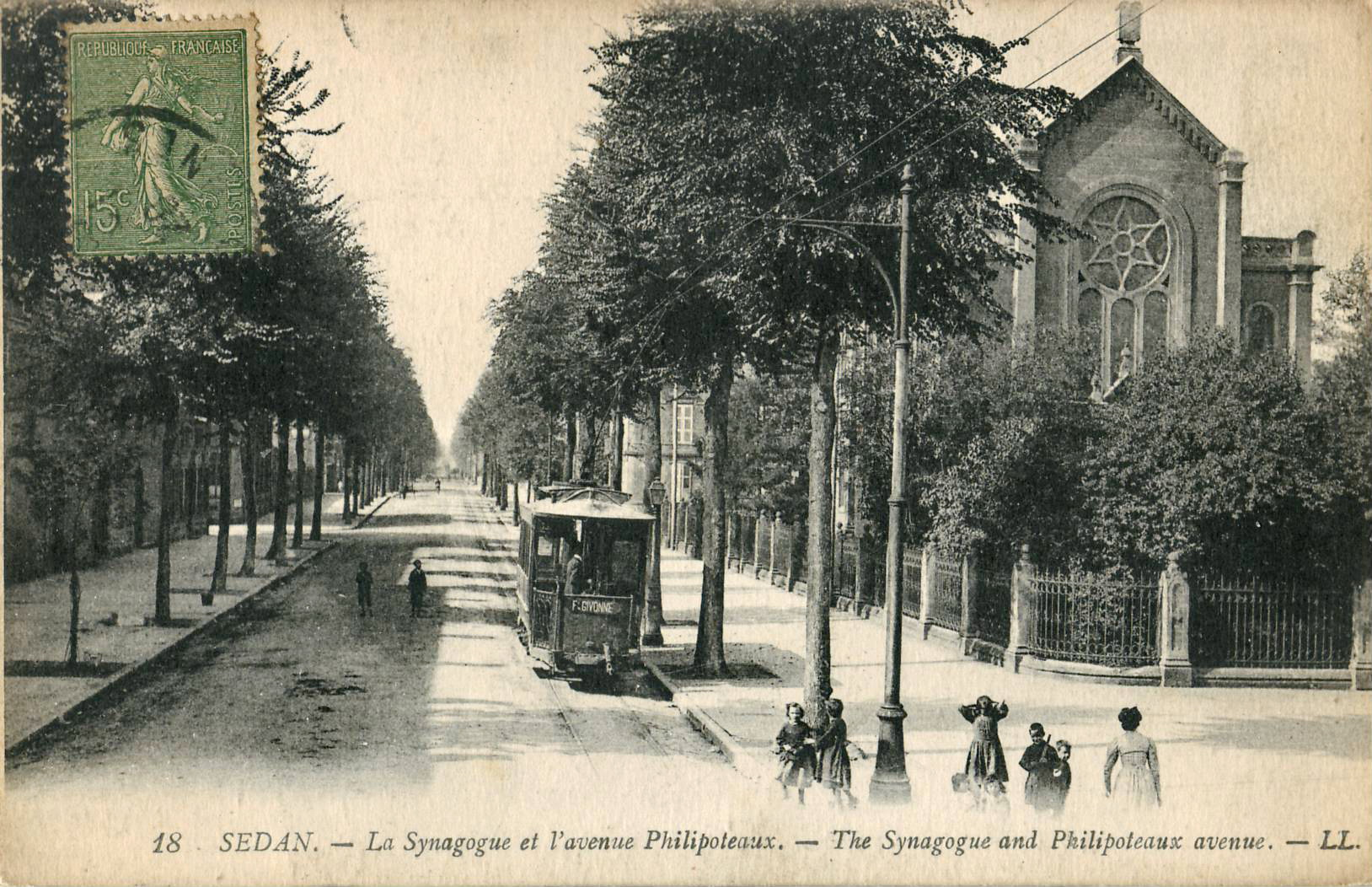
Tramway de la ligne 4 devant la Synagogue...

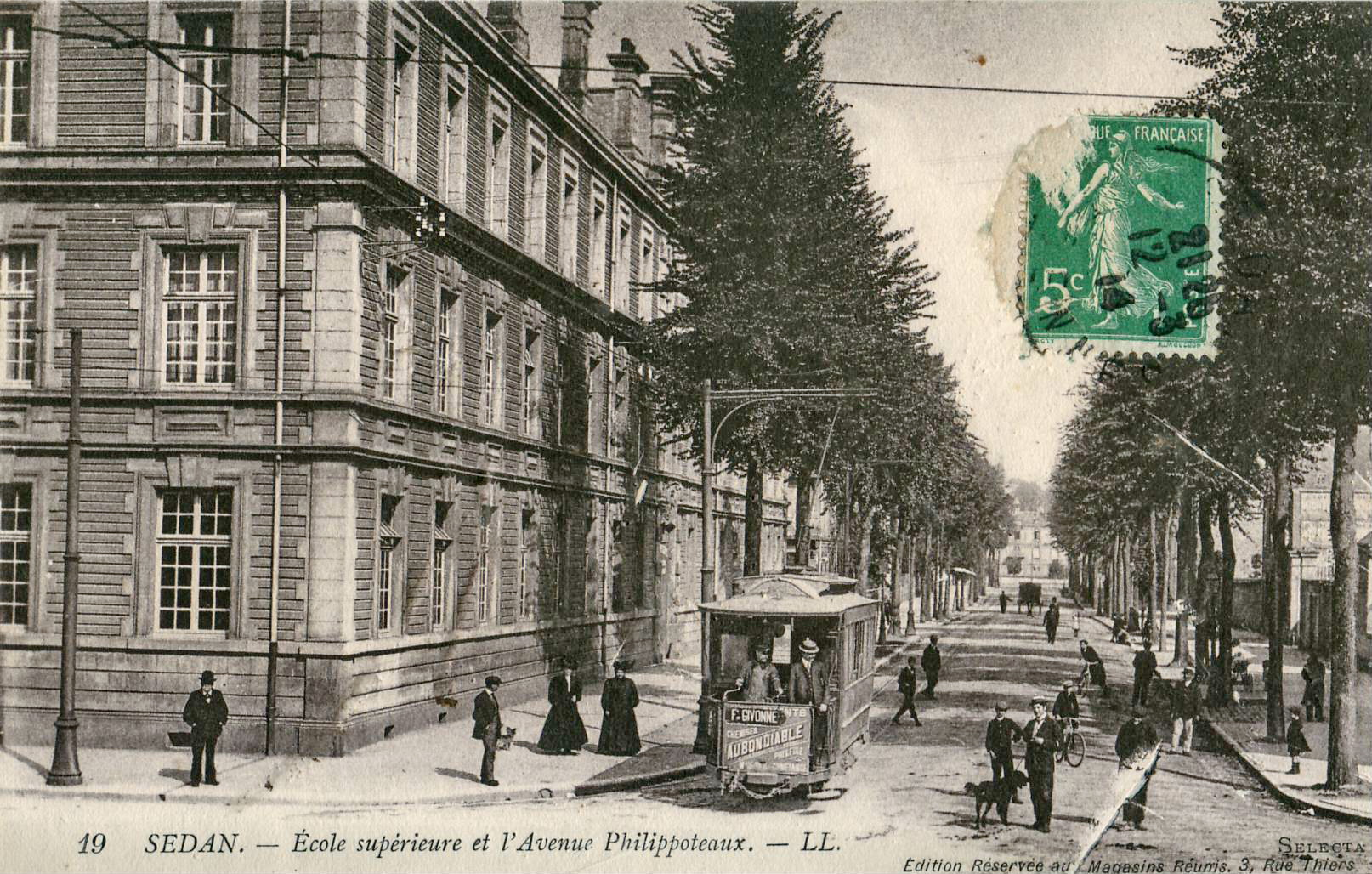
... et l'École supérieure, avenue Philippoteaux

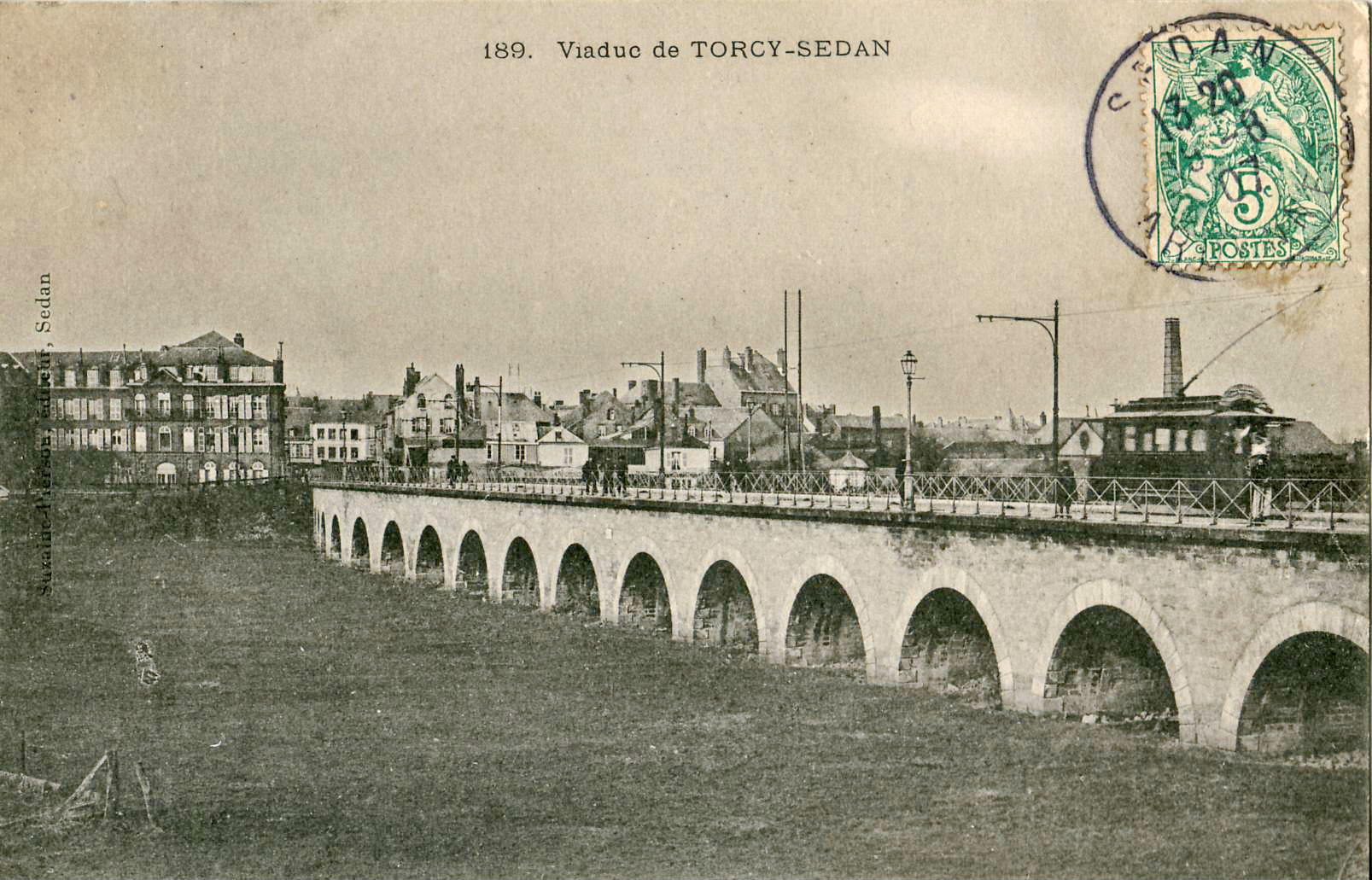
Tramway de la ligne 5 sur le viaduc de Torcy

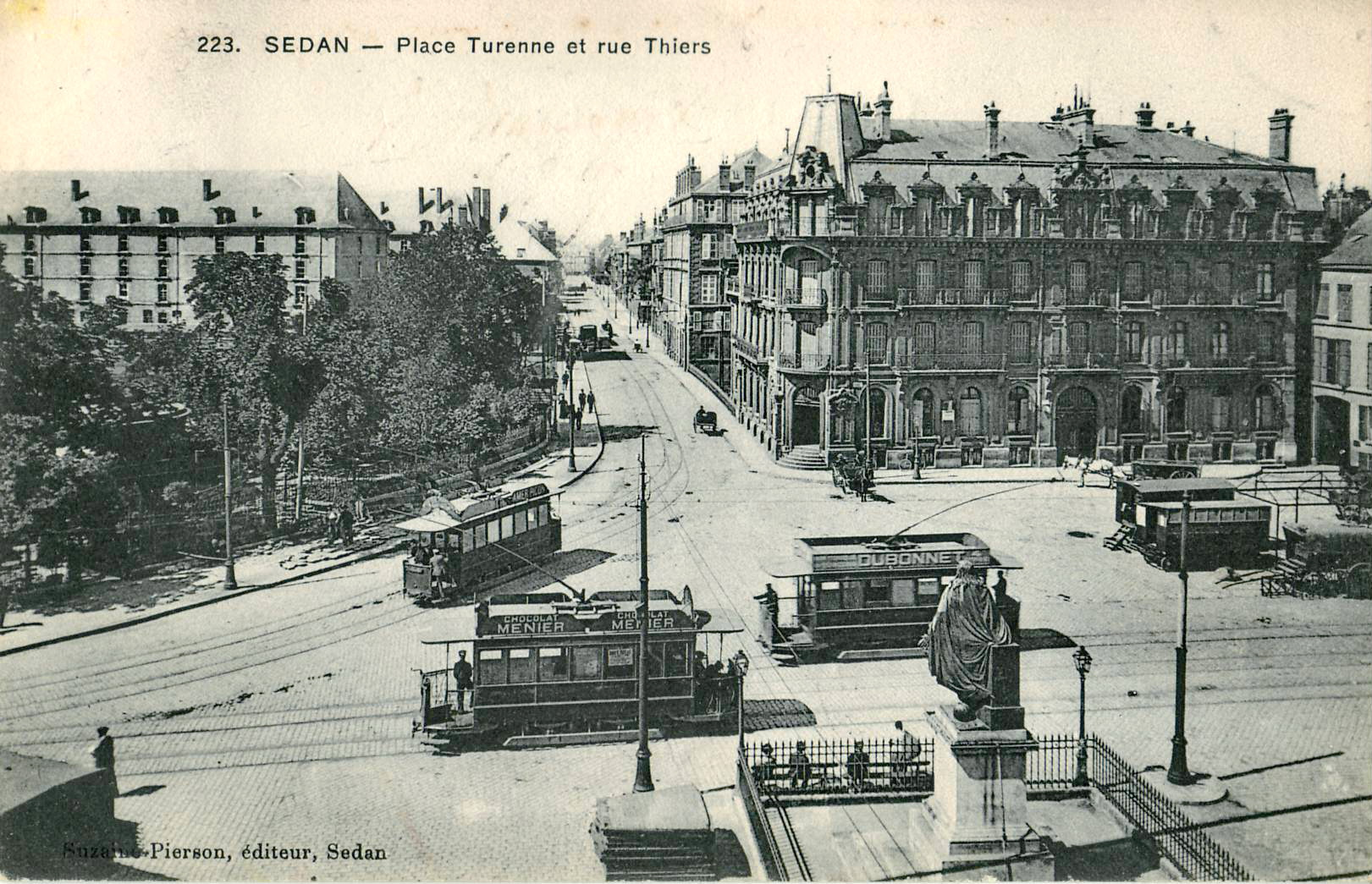
Point central du réseau, place Turenne

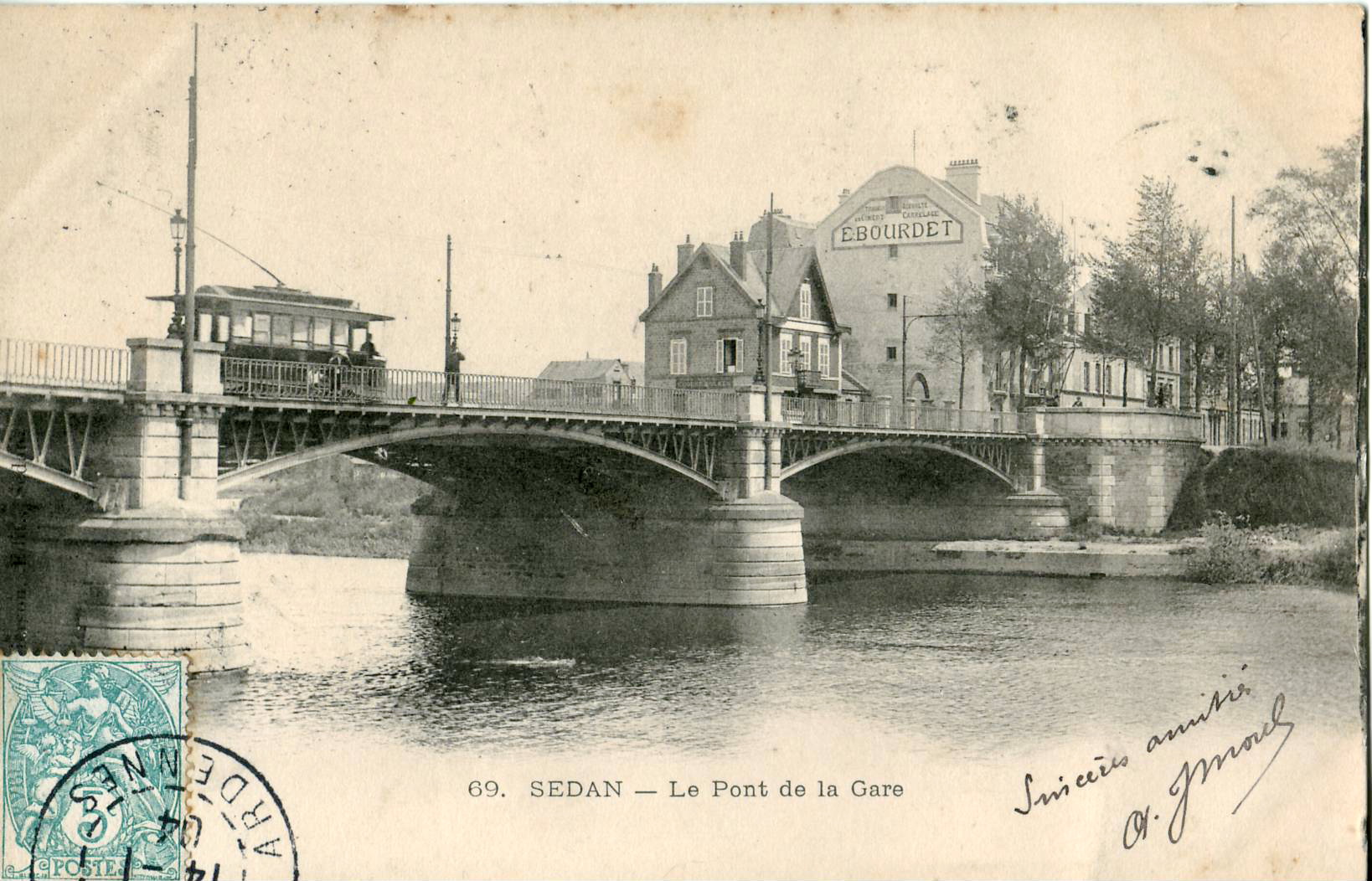
Tramway sur le Pont de la Gare, sur la Meuse

Un service de transport en commun par omnibus existait à Sedan, mais se révélant insuffisant, des réflexions s'engagèrent à la fin du XIXe siècle sur la création d'un réseau de tramway pour desservir la ville ainsi que des communes voisines.
La concession est attribuée par la ville de Sedan  à la Compagnie générale de traction
 aux risques et périls du concessionnaire, chargé de construire le réseau et de l'exploiter. La concession est rétrocédée ensuite en 1904 à la Compagnie des tramways électriques de Sedan dont le siège est à Paris, et qui est une filiale de la Compagnie générale de Traction, comme l'était également le tramway de Charleville-Mézières.
Le réseau est mis en service le 3 décembre 1899. 5 000 personnes voyagent gratuitement ce jour-là,.
Le service fonctionne jusqu'au début de la Première Guerre mondiale.
Sedan envahie, il est utilisé par l'armée allemande. En 1917, celle-ci dépose cependant une partie des voies et des pylones afin de récupérer l'acier pour l'industrie d'armement.
À la libération de la ville, fin 1918, il est inutilisable et n'est pas reconstruit les années suivantes. Les dommages de guerre sont utilisés pour d'autres modes de transport. Même si ces premiers tramways ont marqué les esprits, ils ont laissé à l'usage un souvenir mitigé, dû peut-être aux accidents mais aussi au développement du parc automobile et des autobus qui ont séduit davantage les populations, et qui ont semblé plus modernes, pendant quelques décennies.

## Infrastructure
Le réseau, de 11 km, est électrifié et construit à voie unique et métrique. Des évitements aménagés à certaines stations permettait le croisement des rames.
Il comprend les lignes suivantes (selon la toponymie de l'époque) :
1. Place Turenne - La Gare,  par la rue Gambetta, la place Crussy, la place d'Alsace-Lorraine, l'avenue Philippoteaux et la place de la Gare.
2. Place Turenne - Gaulier (l'Espérance), par la place d'Harcourt, la rue Blanpain, la place Saint-Vincent-de-Paul, la rue du Général-Margueritte et le chemin de Floing
3. Place Turenne - Balan, par la rue Gambetta (parcours commun avec la ligne n° 1), la rue Carnot, la place de la Halle, la rue du Ménil, la place Nassau, le faubourg du Ménil et le chemin de Balan jusqu'au chemin du Cimetière.
4. Place Turenne - Fond de Givonne,  par la rue Gambetta, la place Crussy et la place d'Alsace-Lorraine (parcours commun avec la ligne n° 1), l'avenue Philippoteaux, la place Nassau, la rue Nassau et ia route nationale n° 77 jusqu'au chemin d'Illy
5. Place Turenne - Torcy, par le pont de la Meuse, la rue Thiers, le viaduc de Torcy et la route nationale n° 64 jusqu'au passage à niveau du chemin fer[10].

Ces lignes sont déclarées d'utilité publique par le décret de 1900.

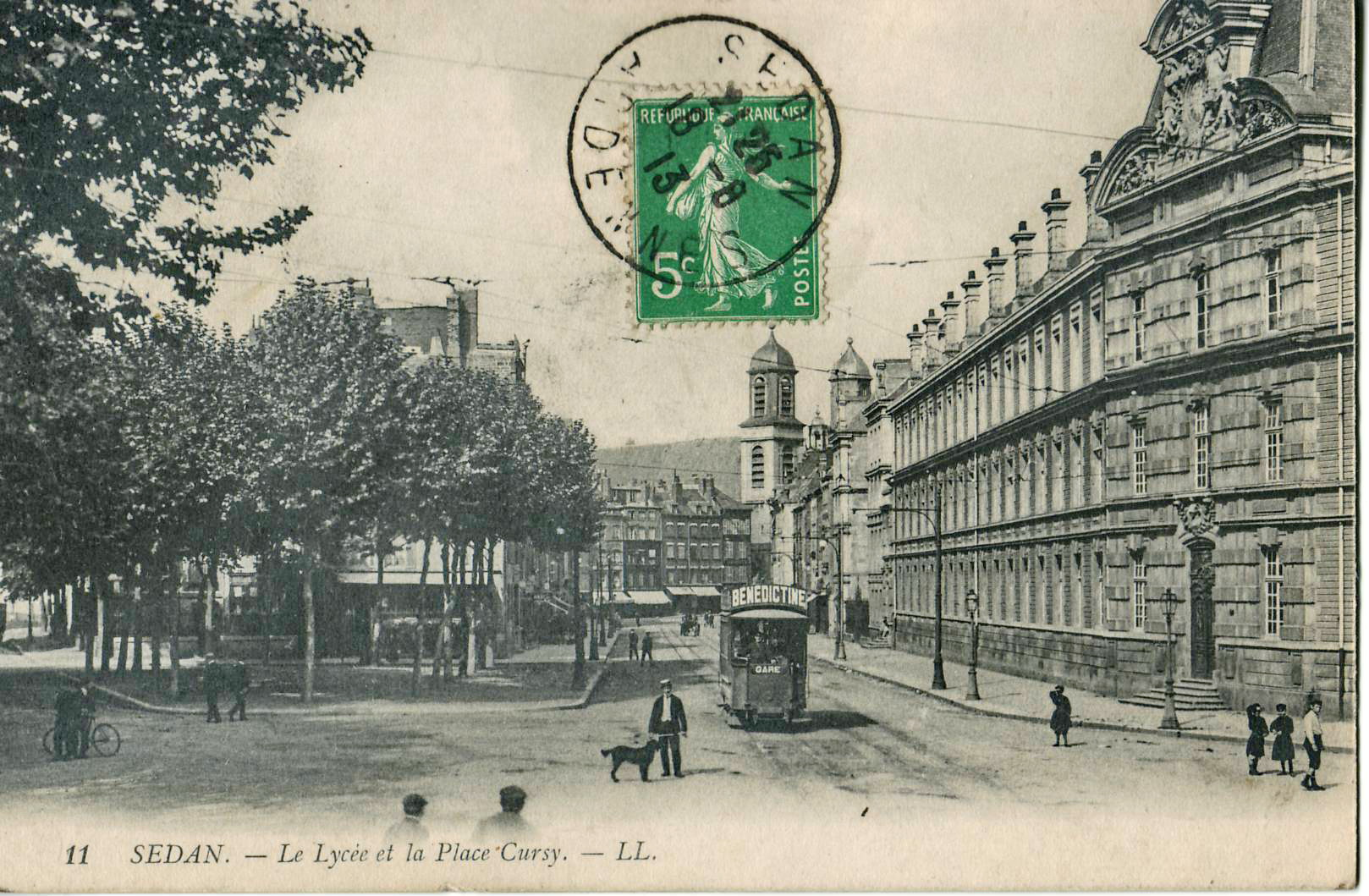
Tramway, place Cursy, devant le Lycée

## Exploitation
Matériel roulant :
- 11 motrices à 2 essieux et plates-formes ouvertes, avec accès dans l'angle. Pendant la durée de l'exploitation, les plates-formes ouvertes furent fermées pour améliorer le confort des voyageurs et du conducteur[8].
- 3 remorques

Sur la photographie du point central du réseau, Place Turenne, on aperçoit trois motrices dans leur état initial, avant la fermeture des plates-formes.
Sur la même photographie, dans la rue située au centre, on discerne également la voie unique de la ligne, ainsi que l'évitement permettant le croisement des rames.

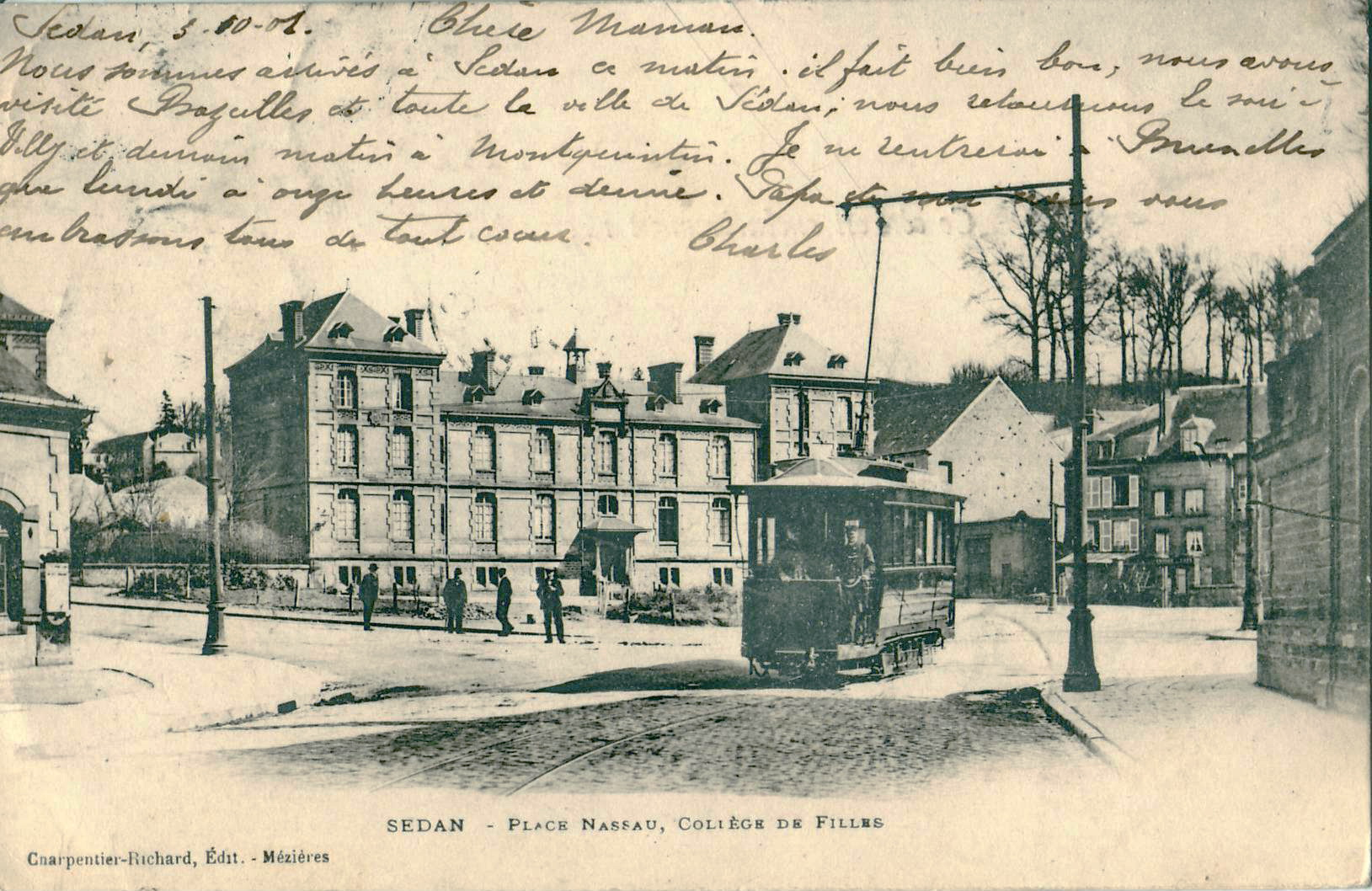
Motrice, place Nassau, dans son état initial